# Молочай кримський
Молоча́й кримський (Euphorbia tauricola) — вид трав'янистих рослин з родини молочайні (Euphorbiaceae).

## Опис
Багаторічна рослина 30–80 см заввишки. Стебла голі, ребристо-смугасті. Стеблові листки еліптичні або довгасто-еліптичні, здебільшого розширені посередині, в 2–3 рази довше, ніж ширина, знизу розсіяно-волосисті. Період цвітіння: квітень — травень.

## Поширення
Поширений в Україні — Крим, і Росії — північний Кавказ.
В Україні вид зростає на узліссях — у західній частині гірського Криму.